# 1823 Ґлізе
1823 Ґлізе (нім. 1823 Gliese) — типовий кам'яний астероїд із внутрішніх областей головного поясу, відкритий 4 вересня 1951 року Карлом Райнмутом в Обсерваторії Гайдельберг-Кенігштуль у Німеччині. Названий на честь німецького астронома Вільгельма Ґлізе. Тимчасова назва — 1951 RD.
Тіссеранів параметр щодо Юпітера — 3,632